# Blue Night (album)
Blue Night là album thứ sáu của ban nhạc Đan Mạch theo thể loại soft rock Michael Learns to Rock. Nó được phát hành năm 2000.

## Danh sách track
1. "Angel Eyes"
2. "Whatever It May Take"
3. "Watch Your Back"
4. "You Took My Heart Away"
5. "Blue Night"
6. "One Way Street"
7. "Stuck in the Heat"
8. "Tell It To Your Heart"
9. "More Than A Friend"
10. "Digging Your Love"
11. "Eternal Flame"
12. "Fools Direction"